# Seznam planetek 11001–12000

Poznámky: Prov. ozn. – první provizorní označení planetky; Abs. mag. – absolutní hvězdná velikost;
a – velká poloosa dráhy v astronomických jednotkách; e – excentricita dráhy;
i – sklon dráhy ve stupních; P – doba oběhu v rocích; – Typ obj. – klasifikace objektu do rodiny, kódy pro označení tříd:
AMR – Amorova skupina,
APL – Apollonova skupina,
HLD – Hildina skupina,
JUT – Jupiterův troján,
MBA – planetka v hlavním pásu,
PHA – potenciálně nebezpečná planetka.
Data použita se svolením / Data used with permission
© IAU: Minor Planet Center.